# Vic Rattlehead
Vic Rattlehead je maskot americké thrashmetalové skupiny Megadeth. Vic má tělo kostlivce, který ztělesňuje „neslyším zlo, nevidím zlo, nemluvím zlo“. Jeho oči jsou zakryté přinýtovaným hledím, jeho ústa jsou pevně sevřená a na uších má kovové klapky.

## Námět a vznik
Stvoření Vica je popsáno v písni „The Skull Beneath the Skin“ z alba Killing Is My Business… and Business Is Good!
Autorem prvního nákresu Vica pro přebal alba je Dave Mustaine. Vydavatelství Combat Records nicméně o kresbu přišlo a muselo přijít s novým návrhem. Původní nákres byl později obnoven a použit na přebal nového vydání alba Killing Is My Business… and Business Is Good! Vic je zkratka z anglického „victim“ (oběť). Dave Mustaine uvedl, že podle něj maskot reprezentuje jeho pocity o náboženském útlaku a svobodě projevu.

## Výskyt
Postava Vica se objevila na přebalu prvních čtyř studiových alb skupiny (1985–1990): Killing Is My Business… and Business Is Good!, Peace Sells… but Who's Buying?, So Far, So Good… So What!, a Rust in Peace.
Na přebalech (kompilačních) alb v letech 1991–2000 se Vic objevoval pouze na zadní straně. Vrátil se až v roce 2001 na album The World Needs a Hero, v roce 2004 na albu The System Has Failed a na album United Abominations z roku 2007 (v lidské podobě), když chtěli Megadeth těmto albům dát více „klasický“ nádech.
Od té doby je Vic v různé podobě na přebalu nebo uvnitř bookletu všech dalších alb skupiny, např. jako obličej v atomovém hřibu na albu Greatest Hits: Back to the Start, jako zastřený odraz na přebalu alba Super Collider, jako robot na přebalu Dystopia,The Sick, The Dying... and the Death! apod.